# هولئ (النرويج)
هولئ (بالنرويجية: Gol)‏ هي إِحدى بلدات مُحافَظة بوسكرود شماليّ غرب العاصِمة أُوسلُو، مملكة النُروِيج. وتبلُغ مِساحتها حوالي (532 كم²)، ويصلُّ عدد سُكّانها نحوِ 4539 نَسَمَة.

## صور

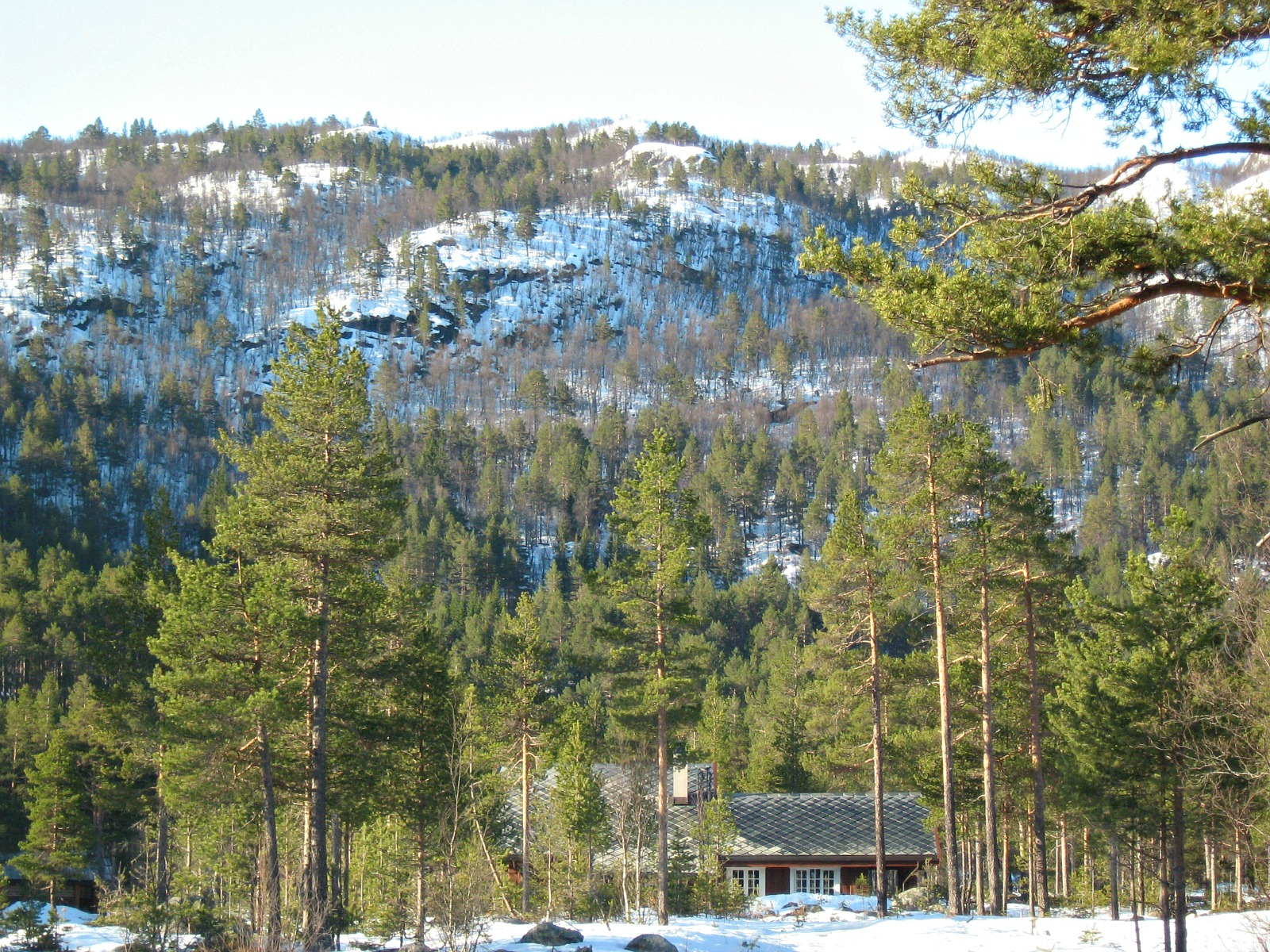
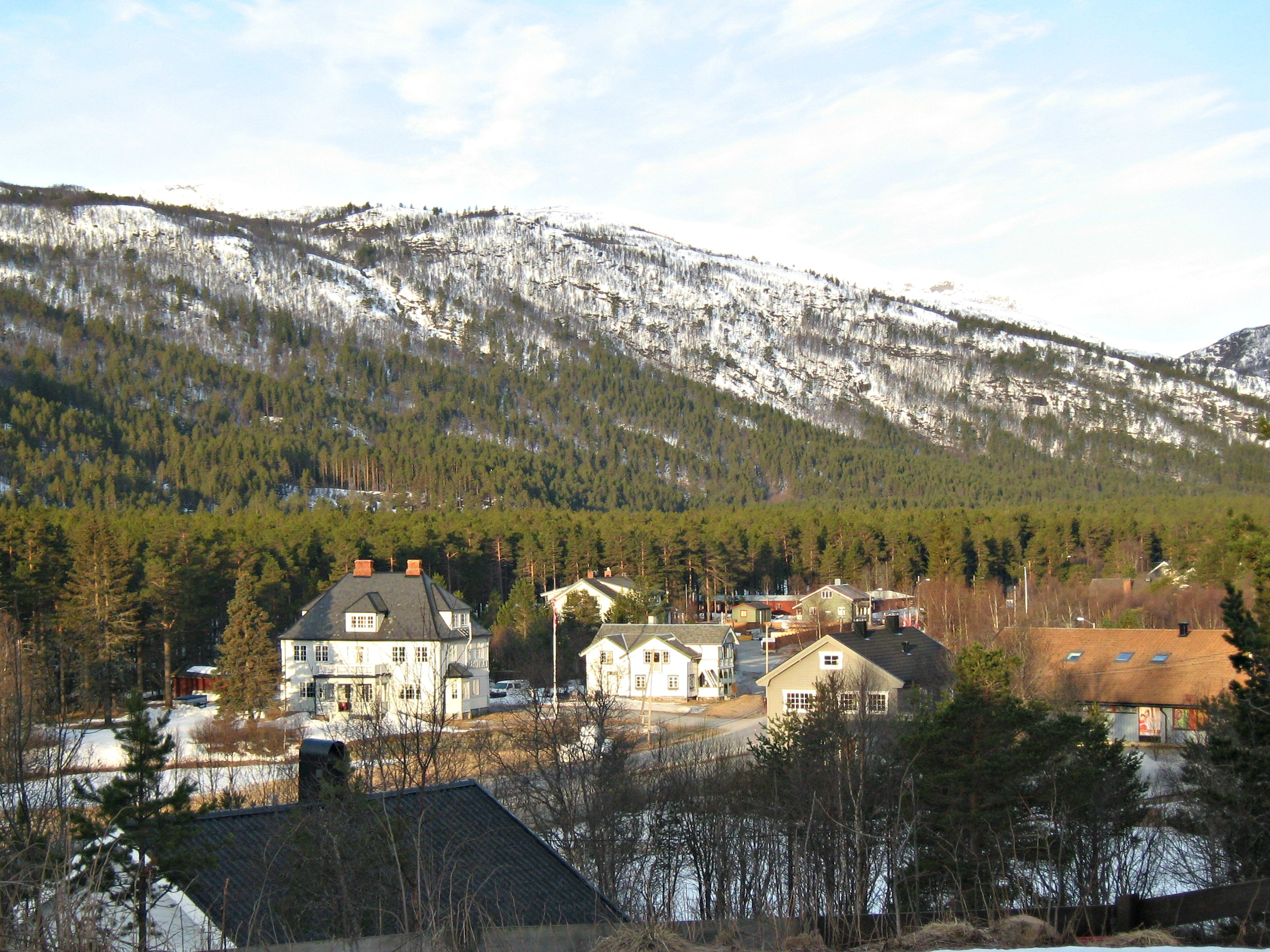
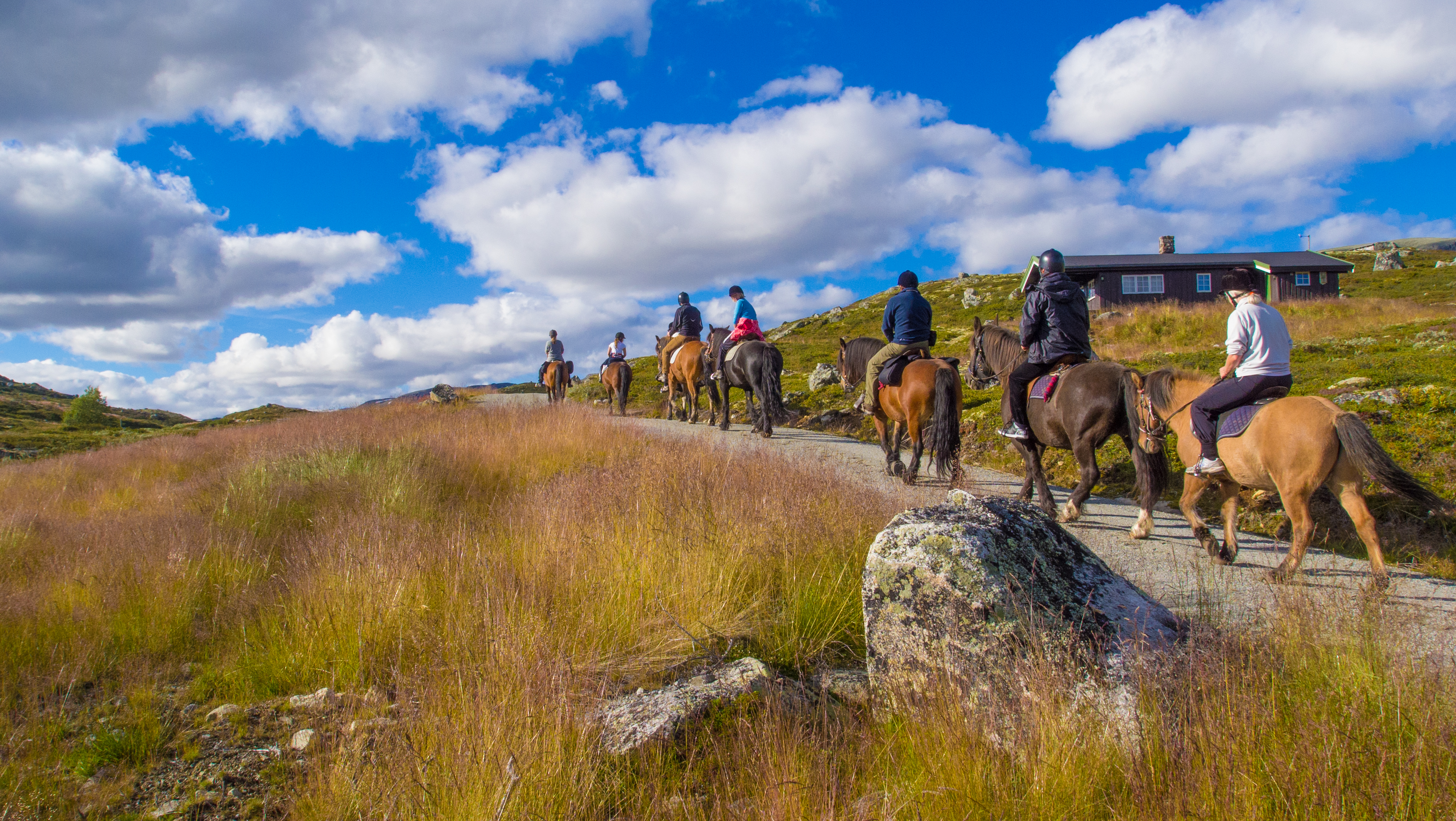

## روابط خارجية
- الموقع الرسميّ (باللُغة النُروِيجية).
- المَوسُوعةُ النُروِيجية الكُبرى (باللُغة النُروِيجية).